# Campionati del mondo di atletica leggera 2017 - Salto in alto femminile
La gara del salto in alto femminile dei campionati del mondo di atletica leggera 2017 si è svolta il 10 e il 12 agosto.

## Podio
| Pos.    | Atleta           | Nazionalità                 | Misura |
| ------- | ---------------- | --------------------------- | ------ |
| Oro     | Maria Lasitskene | Atleti Neutrali Autorizzati | 2,03 m |
| Argento | Yuliya Levchenko | Ucraina                     | 2,01 m |
| Bronzo  | Kamila Lićwinko  | Polonia                     | 1,99 m |

## Situazione pre-gara

### Record
Prima di questa competizione, il record del mondo e il record dei campionati erano i seguenti.
| Record                | Prestazione | Atleta                      | Data                        | Competizione              |
| --------------------- | ----------- | --------------------------- | --------------------------- | ------------------------- |
| Record mondiale       | 2,09 m      | Stefka Kostadinova Bulgaria | 30 agosto 1993 Roma, Italia | Campionati del mondo 1987 |
| Record dei campionati | 2,09 m      | Stefka Kostadinova Bulgaria | 30 agosto 1993 Roma, Italia | Campionati del mondo 1987 |

### Campionesse in carica
Le campionesse in carica a livello mondiale erano:
| Campionessa | Atleta               | Prestazione | Data                                   | Competizione                |
| ----------- | -------------------- | ----------- | -------------------------------------- | --------------------------- |
| Olimpico    | Ruth Beitia Spagna   | 1,97 m      | 20 agosto 2016 Rio de Janeiro, Brasile | Giochi della XXXI Olimpiade |
| Mondiale    | Maria Kuchina Russia | 2,01 m      | 29 agosto 2015 Pechino (Cina)          | Campionati del mondo 2015   |

### La stagione
Prima di questa gara, le atlete con le migliori tre prestazioni dell'anno erano:
| Pos. | Atleta                        | Prestazione | Data                                   |
| ---- | ----------------------------- | ----------- | -------------------------------------- |
| 1    | Maria Lasitskene Russia       | 2,06 m      | 06 luglio 2017 Losanna, Svizzera       |
| 2    | Vashti Cunningham Stati Uniti | 1,99 m      | 23 giugno 2017 Sacramento, Stati Uniti |
| 3    | Nafissatou Thiam Belgio       | 1,98 m      | 15 aprile 2017 Götzis, Austria         |
| 3    | Kamila Lićwinko Polonia       | 1,98 m      | 16 luglio 2017 Padova, Italia          |

## Risultati

### Qualificazioni
Le qualificazioni si sono tenute il 10 agosto alle ore 19:10.

Qualificazione: le atlete che raggiungono la misura di 1,94 m (Q) o le 12 migliori misure (q) si qualificano alla finale.
| Pos. | Gruppo | Nome                       | Nazionalità                 | 1.80 | 1.85 | 1.89 | 1.92 | Misura | Note |
| ---- | ------ | -------------------------- | --------------------------- | ---- | ---- | ---- | ---- | ------ | ---- |
| 1    | B      | Maria Lasitskene           | Atleti Neutrali Autorizzati | –    | o    | o    | o    | 1.92   | q    |
| 1    | B      | Yuliya Levchenko           | Ucraina                     | o    | o    | o    | o    | 1.92   | q    |
| 1    | B      | Kamila Lićwinko            | Polonia                     | –    | o    | o    | o    | 1.92   | q    |
| 4    | A      | Katarina Johnson-Thompson  | Regno Unito                 | o    | o    | xo   | o    | 1.92   | q    |
| 4    | A      | Inika McPherson            | Stati Uniti                 | –    | o    | xo   | o    | 1.92   | q    |
| 6    | A      | Vashti Cunningham          | Stati Uniti                 | o    | o    | o    | xo   | 1.92   | q    |
| 6    | B      | Mirela Demireva            | Bulgaria                    | o    | o    | o    | xo   | 1.92   | q,   |
| 6    | B      | Morgan Lake                | Regno Unito                 | o    | o    | o    | xo   | 1.92   | q    |
| 6    | A      | Airinė Palšytė             | Lituania                    | o    | o    | o    | xo   | 1.92   | q    |
| 10   | B      | Michaela Hrubá             | Rep. Ceca                   | o    | o    | xo   | xo   | 1.92   | q    |
| 11   | B      | Ruth Beitia                | Spagna                      | o    | o    | o    | xxo  | 1.92   | q    |
| 11   | A      | Marie-Laurence Jungfleisch | Germania                    | o    | o    | o    | xxo  | 1.92   | q    |
| 13   | B      | Maruša Černjul             | Slovenia                    | o    | o    | o    | xxx  | 1.89   |      |
| 13   | B      | Iryna Heraščenko           | Ucraina                     | o    | o    | o    | xxx  | 1.89   |      |
| 13   | A      | Levern Spencer             | Saint Lucia                 | o    | o    | o    | xxx  | 1.89   |      |
| 16   | A      | Irina Gordeeva             | Atleti Neutrali Autorizzati | o    | xo   | o    | xxx  | 1.89   |      |
| 17   | A      | Kimberly Williamson        | Giamaica                    | o    | xxo  | o    | xxx  | 1.89   |      |
| 18   | B      | Sofie Skoog                | Svezia                      | o    | o    | xo   | xxx  | 1.89   |      |
| 19   | B      | Alessia Trost              | Italia                      | o    | o    | xxo  | xxx  | 1.89   |      |
| 20   | A      | Oksana Okuneva             | Ucraina                     | o    | xxo  | xxo  | xxx  | 1.89   |      |
| 21   | B      | Nadiya Dusanova            | Uzbekistan                  | o    | o    | xxx  |      | 1.85   |      |
| 21   | A      | Erika Kinsey               | Svezia                      | o    | o    | xxx  |      | 1.85   |      |
| 21   | B      | Alyxandria Treasure        | Canada                      | o    | o    | xxx  |      | 1.85   |      |
| 21   | A      | Marija Vuković             | Montenegro                  | o    | o    | xxx  |      | 1.85   |      |
| 25   | A      | Ana Šimić                  | Croazia                     | o    | xo   | xxx  |      | 1.85   |      |
| 26   | A      | Tatiana Gousin             | Grecia                      | xo   | xxo  | xxx  |      | 1.85   |      |
| 27   | B      | Elizabeth Patterson        | Stati Uniti                 | o    | xxx  |      |      | 1.80   |      |
| 28   | A      | Erika Furlani              | Italia                      | xo   | xxx  |      |      | 1.80   |      |
| 29   | B      | Linda Sandblom             | Finlandia                   | xxo  | xxx  |      |      | 1.80   |      |
| 30   | A      | Nicola McDermott           | Australia                   | xxx  |      |      |      | nm     |      |

### Finale
La finale si è tenuta il 12 agosto alle ore 19:05.
| Pos. | Nome                       | Nazionalità                 | 1.84 | 1.88 | 1.92 | 1.95 | 1.97 | 1.99 | 2.01 | 2.03 | 2.08 | Misura | Note                                     |
| ---- | -------------------------- | --------------------------- | ---- | ---- | ---- | ---- | ---- | ---- | ---- | ---- | ---- | ------ | ---------------------------------------- |
|      | Maria Lasitskene           | Atleti Neutrali Autorizzati | o    | o    | o    | o    | o    | x-   | o    | o    | xxx  | 2.03   |                                          |
|      | Yuliya Levchenko           | Ucraina                     | o    | o    | o    | o    | o    | o    | xo   | xxx  |      | 2.01   | Miglior prestazione personale            |
|      | Kamila Lićwinko            | Polonia                     | o    | o    | xo   | xo   | xxo  | o    | xx-  | x    |      | 1.99   | Miglior prestazione personale stagionale |
| 4    | Marie-Laurence Jungfleisch | Germania                    | o    | o    | o    | o    | xxx  |      |      |      |      | 1.95   |                                          |
| 5    | Katarina Johnson-Thompson  | Regno Unito                 | o    | o    | xo   | o    | xxx  |      |      |      |      | 1.95   | Miglior prestazione personale stagionale |
| 6    | Morgan Lake                | Regno Unito                 | o    | o    | o    | xo   | xxx  |      |      |      |      | 1.95   |                                          |
| 7    | Airinė Palšytė             | Lituania                    | o    | o    | o    | xxx  |      |      |      |      |      | 1.92   |                                          |
| 7    | Mirela Demireva            | Bulgaria                    | o    | o    | o    | xxx  |      |      |      |      |      | 1.92   | Miglior prestazione personale stagionale |
| 9    | Inika McPherson            | Stati Uniti                 | -    | xo   | o    | xxx  |      |      |      |      |      | 1.92   |                                          |
| 10   | Vashti Cunningham          | Stati Uniti                 | o    | o    | xxo  | xxx  |      |      |      |      |      | 1.92   |                                          |
| 11   | Michaela Hrubá             | Rep. Ceca                   | o    | xo   | xxo  | xxx  |      |      |      |      |      | 1.92   |                                          |
| 12   | Ruth Beitia                | Spagna                      | o    | o    | xxx  |      |      |      |      |      |      | 1.88   |                                          |